# 少蕊山柑
少蕊山柑（学名：Capparis floribunda）是山柑科山柑属的植物。分布于斯里兰卡、印度尼西亚、泰国、缅甸、印度、越南、台湾岛、菲律宾等地，多生在较干燥地区的林内和石山灌丛中，目前尚未由人工引种栽培。

## 别名
多花山柑（台湾植物志）